# Mileewa onytes
Mileewa onytes är en insektsart som beskrevs av Rauno E. Linnavuori 1979. Mileewa onytes ingår i släktet Mileewa och familjen dvärgstritar. Inga underarter finns listade i Catalogue of Life.